# Distretto di Leuk
Il distretto di Leuk (in francese Loèche) è un distretto del Canton Vallese, in Svizzera. Confina con i distretti di Westlich Raron a est, di Visp a sud-est e di Sierre a ovest e con il Canton Berna (distretti di Obersimmental e di Frutigen) a nord. Il capoluogo è Leuk.

## Comuni
Amministrativamente è diviso in 12 comuni:
- Agarn
- Albinen
- Ergisch
- Gampel-Bratsch
- Guttet-Feschel
- Inden
- Leuk
- Leukerbad
- Oberems
- Salgesch
- Turtmann-Unterems
- Varen

### Fusioni
- 1º ottobre 2000: Feschel e Guttet si sono fusi in Guttet-Feschel
- 1. gennaio 2009: Bratsch e Gampel si sono fusi in Gampel-Bratsch
- 1º gennaio 2013: Turtmann e Unterems si sono fusi in Turtmann-Unterems